# آلیسون بکر
آلیسون رامسیس بکر (پرتغالی: Alisson Ramses Becker; پرتغالی برزیلی:[ˈalisõ ˈbɛkeʁ]؛ زادهٔ ۲ اکتبر ۱۹۹۲) که بیشتر با نام آلیسون شناخته می‌شود، بازیکن فوتبال اهل برزیل است که در پست دروازه‌بان برای باشگاه لیورپول در لیگ برتر و تیم ملی فوتبال برزیل بازی می‌کند.
آلیسون کار خود را از باشگاه اینترناسیونال آغاز کرد که در بیشتر از ۱۰۰ بازی برای این تیم به میدان رفت و کمپیوناتو گاوتو را در چهار فصلی که در این تیم بود از آن خود کرد. در سال ۲۰۱۶ با قراردادی به مبلغ ۷٫۵ میلیون یورو به باشگاه آ.اس. رم پیوست. الیسون در سال ۲۰۱۸ به لیورپول پیوست و در اولین فصل حضورش دستکش طلا لیگ جزیره را با ۲۰ کلین شیت گرفت و با لیورپول، نایب قهرمان لیگ جزیره و قهرمان لیگ قهرمانان اروپا شد. او همچنین موفق به کسب عنوان بهترین دروازه‌بان جهان در سال ۲۰۱۹ شد. او در سال ۲۰۱۹ به عنوان بهترین دروازه‌بان فیفا انتخاب شد و همچنین دریافت کننده جایزه یاشین بود. آلیسون بهترین بازیکن برزیلی سال ۲۰۱۹ شده است.
در تاریخ ۱۶ می ۲۰۲۱ آلیسون بکر با گلزنی در دقایق پایانی در جریان برد ۲–۱  لیورپول در مقابل وست برومویچ، تبدیل به اولین دروازه‌بانی شد که در تاریخ ۱۲۸ ساله این تیم در یک بازی رسمی موفق به گلزنی می‌شود.

## آمار ملی

### بازی‌های ملی
تا تاریخ ۲۸ آوریل ۲۰۲۵
| برزیل | برزیل | برزیل    | برزیل    |
| سال   | بازی  | کلین شیت | گل خورده |
| ----- | ----- | -------- | -------- |
| ۲۰۱۵  | ۳     | ۱        | ۲        |
| ۲۰۱۶  | ۱۲    | ۷        | ۷        |
| ۲۰۱۷  | ۷     | ۵        | ۲        |
| ۲۰۱۸  | ۱۲    | ۱۰       | ۳        |
| ۲۰۱۹  | ۱۰    | ۷        | ۳        |
| ۲۰۲۱  | ۷     | ۵        | ۲        |
| ۲۰۲۲  | ۱۰    | ۶        | ۴        |
| ۲۰۲۳  | ۲     | ۰        | ۳        |
| ۲۰۲۴  | ۸     | ۰        | ۰        |
| ۲۰۲۵  | ۱     | ۰        | ۰        |
| مجموع | ۷۲    | ۴۱       | ۲۶       |

## دوران باشگاهی

### شروع به کار
آلیسون در ده سالگی به آکادمی جوانان اینترناسیونال نقل مکان کرد. او چهار فصل را در تیم جوانان باشگاه برزیل گذراند. آلیسون اولین بازی خود را در تساوی ۱–۱ در تاریخ فوریه ۲۰۱۳ انجام داد. اینترناسیونال، دیدا، افسانه میلان و برزیل را امضا کرد تا در رقابت‌های بعدی با آلیسون به رقابت بپردازد. بکر موفق شد در ماه اکتبر خود را به عنوان تیم اول به‌طور مرتب مستقر کند. او بازیش را در ادامه ۱۱ ماه دیگر در ماه‌های باقی مانده سال ۲۰۱۴ انجام داد. او در سال ۲۰۱۵ در ۵۷ بازی حضور داشت تا اهمیت وی در مورد باشگاه برزیل را در میان صحبت‌های مربوط به علاقه بالقوه اروپا نشان دهد. آلیسون در طول عملکرد چشمگیر خود در تیم اینترناسیونال موفق به کسب چهار عنوان کامپوناتو گاچو شد. او قبل از اطمینان از نقل مکان خود در اروپا، در طول چهار سال در مسابقات بین‌المللی در ۱۱۵ مسابقه شرکت کرده‌بود.

### رم

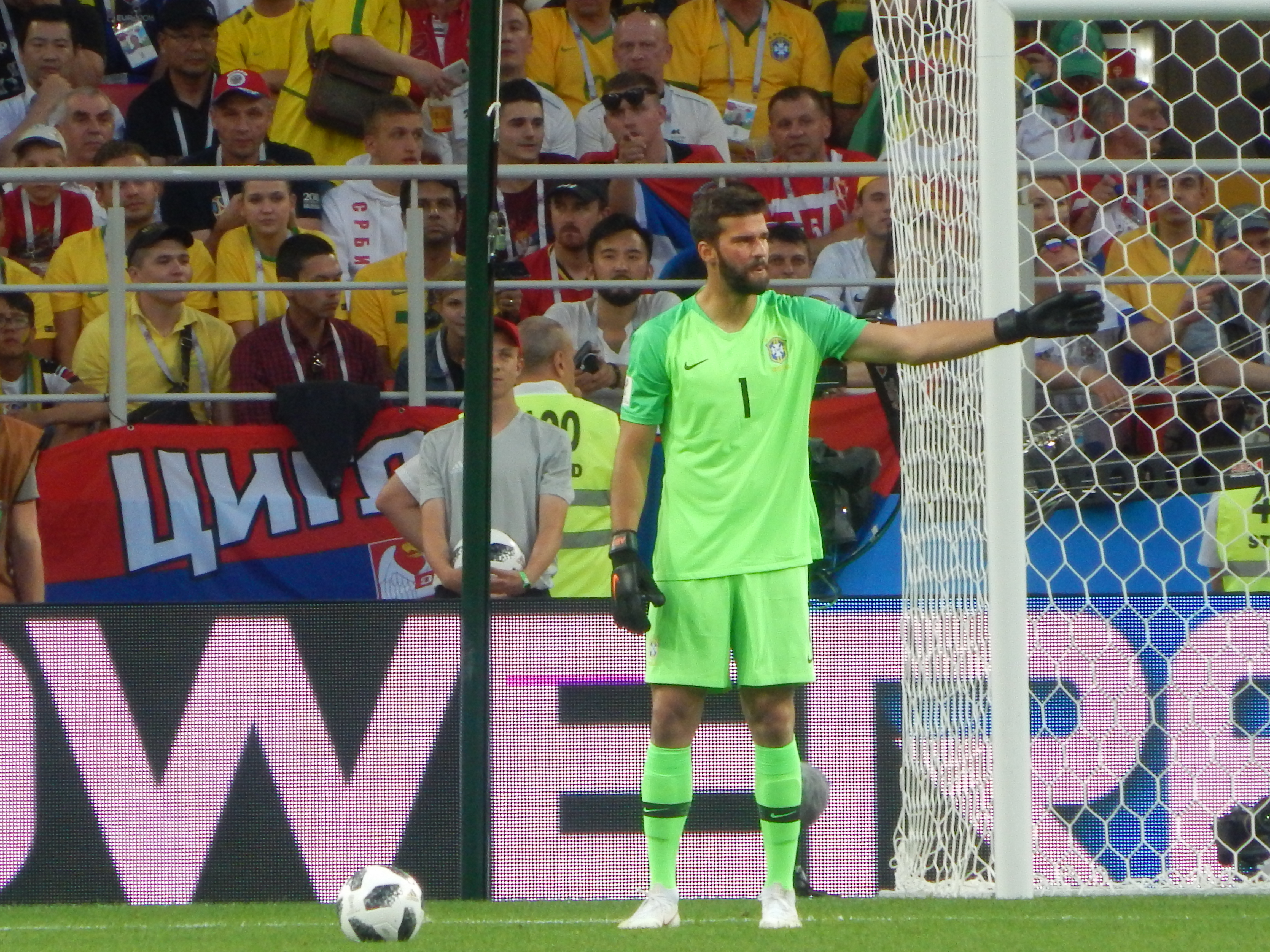
بکر در دروازه برزیل

آلیسون در فوریه سال ۲۰۱۶ قرارداد خود را با باشگاه رم در سری‌آ بست تا با هزینه ۷٫۵ میلیون یورو با غول‌های ایتالیایی قرارداد ۵ ساله امضا کند. انتقال او درسال ۲۰۱۶ در حالی اتفاق افتاد که این دروازه‌بان اهل آمریکای جنوبی به دنبال چالش بین‌المللی بین‌المللی لهستان برای شروع بازی در تیم AS Roma بود. او اولین حضور خود را برای ایتالیایی انجام داد. باشگاه AS Roma در مرحله گروهی لیگ قهرمانان اروپا در تاریخ ۱۷ اوت ۲۰۱۶ با نتیجه ۱–۱ با پرتغال FC Porto در مرحله گروهی قرار گرفت. شروع بعدی او یک ماه بعد به دنبال تساوی روم به لیگ اروپا در پی شکست ۴–۱ مقابل FC Porto در مرحله پلی آف لیگ قهرمانان اروپا شد. آلیسون در مرحله گروهی لیگ اروپا قبل از دروازه‌بان برزیل در پیروزی ۴–۰ مقابل FK Astra Giu موفق به حفظ یک بازی تمیز در تساوی ۱–۱ با Plzen در مرحله گروهی لیگ اروپا نشد. وی پیش از آلیسون به AS رومن کمک کرد تا در مقابل رونمایی مقابل FC Astra Giu و Plzen بدون پیروزی در هر دو بازی خود در وین باخت با نتیجه ۵–۵ بازی کند. آلیسون برای حفظ کمک به روم به تساوی ۵–۰ در برابر پیراهن لالیگا ویارئال در دور برگشت ۳۲ لیگ اروپا موفق شد ۱۳ پاس گل بدهد. با این حال، AS Roma در ۱۶ بازی اخیر مقابل فرانسه لیون باخت و باعث شد به پایان دادن حضور زودهنگام خود در اروپا برسد. او در این فصل حضوری در AS A Roma پیدا نکرد. آلیسون فصل را با کمال احترام در ووچیک شزنی به پایان رساند. با این حال، شزنی در پنجره نقل و انتقالات تابستانی به یوونتوس در سری آ رفت و با هدف تبدیل شدن به جایگزین بلند مدت جیانلوئیجی بوفون در سال ۲۰۱۷ رسید. به این ترتیب، بکر، در اولین بازی خود در سری آ در پیروزی یک بر صفر مقابل آتالانتا در هفته آغازین پرواز برتر ایتالیا حضور پیدا کرد. یک هفته بعد، او نتوانست مانع از شکست آس رم با نتیجه ۳ بر یک مقابل اینتر میلان در سن سیرو شود. آلیسون در مرحله گروهی لیگ قهرمانان اروپا موفق شد با تساوی ۰–۰ با غول‌های لالیگا اتلتیکو مادرید نتیجه بازی خود را حفظ کند. یکی از بهترین عملکردهای او، پیروزی هیجان انگیز ۴–۲ برابر قهرمان خود در سری آ، ناپولی بود. بکر با وجود باخت ۴ بر ۱ رم در برابر بارسلونا در یک چهارم نهایی لیگ قهرمانان در سال ۲۰۱۸ در بازی برگشت، برای کمک به تیم در مقابل اسپانیایی گلی دریافت نکرد تا رم برای اولین بار به مرحله نیمه نهایی لیگ قهرمانان اروپا برسد. آلیسون به عنوان کاندیدای بالقوه برای جایگزینی کایلور ناواس در رئال مادرید ظاهر شد.
لیورپول
الیسون در سال ۲۰۱۸ به لیورپول پیوست و در اولین فصل حضورش دستکش طلا لیگ جزیره را با ۲۰ کلین شیت گرفت و با لیورپول، نایب قهرمان لیگ جزیره و قهرمان لیگ قهرمانان اروپا شد. او همچنین موفق به کسب عنوان بهترین دروازه‌بان جهان در سال ۲۰۱۹ شد و وی به اولین دروازه‌بان تاریخ لیورپول تبدیل شد که موفق به گل زنی می‌شود

## سبک بازی
آلیسون به دلیل توانایی‌اش در ایجاد سیوهای مهم و درخشش در موقعیت‌های تک به تک، و همچنین موقعیت‌یابی، توزیع و ثبات او مورد تحسین قرار گرفته است. آلیسون از ویکتور والدس، دروازه‌بان سابق بارسلونا به عنوان الهام بخش، به دلیل توانایی او در بازی از پشت، و همچنین مانوئل نویر، به خاطر سبک «نگهبان سوییپر» خود نام می‌برد. آلیسون همچنین به دلیل سرعت و زمان‌بندی‌اش در هنگام خروج از خط خود و همچنین توانایی‌اش برای خلاص کردن یا به چالش کشیدن توپ با پاهای خود در خارج از محوطه، یا رسیدن سریع به زمین برای جمع‌آوری یا دفع توپ در داخل محوطه شناخته می‌شود. علاوه بر این، با توجه به توزیع خود، او قادر است توپ را از پشت به سرعت با دست و پا پخش کند و همچنین می‌تواند حملات را انجام دهد یا با ضربات بلند خود، هافبک‌ها را انتخاب کند. مهارت‌های او با توپ در پایش و خونسردی در مالکیت باعث شده است که او حتی در مواقعی، زمانی که تحت فشار قرار می‌گیرد، با حریفان روبرو می‌شود و به هم تیمی‌هایش اجازه می‌دهد با یک خط دفاعی بالا بازی کنند. علیرغم قد (ایستاده در ۱٫۹۳ متر (۶ فوت ۴ اینچ))، قدرت، جثه، و هیکل بزرگ و قدرتمندش، آلیسون همچنین یک دروازه‌بان چابک و ورزشکار است. او دارای رفلکس‌های خوب و توانایی‌های عالی در توقف شوت، و همچنین توانایی ایجاد عکس العمل‌های دیدنی و غریزی در مواقع ضروری است، اما او عمدتاً به دلیل سبک دروازه‌بانی کارآمد، حسن نیت پیش‌بینی، ثبات، خونسردی، هوش و موقعیت شناخته شده است. حس و تکنیک دروازه‌بانی، که او را قادر می‌سازد بازی را بخواند، دروازه را به خوبی بپوشاند و ضربات خود را بدون توسل به هیستریونیک متوقف کند. علاوه بر این، او همچنین به دلیل هندلینگ خود شناخته شده است و در برخورد با توپ‌های بلند مؤثر است، که او را قادر می‌سازد بیرون بیاید و سانترها را ادعا کند و به خوبی منطقه خود را فرمان دهد. عملکرد تکنیکی پا آلیسون در برخورد با حریفان نیز بسیار مورد توجه است. آلیسون توسط برخی از کارشناسان ورزشی به دلیل عملکرد آماری‌اش، به‌عنوان ماهرترین دروازه‌بان در لیگ برتر، و مسلماً بهترین دروازه‌بان در جهان، هنگامی که در یک نبرد انفرادی با حریف رها می‌شود، در نظر گرفته می‌شود. سبک بازی او همچنین با هموطنان خولیو سزار، موریل و کلودیو تافارل در رسانه‌ها مقایسه شده است. نام مستعار «مسی دروازه بانان» نیز به او داده شده است.

## دوران ملی
آلیسون در رقابت‌های انتخابی جام جهانی ۲۰۱۸ روسیه در سال ۲۰۱۵، در پیروزی ۳–۱ برزیل مقابل ونزوئلا رسید. بکر بخشی از تیم ملی برزیل بود که در سال ۲۰۱۶ در کوپا آمریکا بازی کرد. با این وجود او در مرحله گروهی تلاش کرد تا تحت تأثیر قرار گیرد. او به خاطر کمک از دروازه‌بان پیشین کلودیو تافارل، که در جام جهانی ۱۹۹۸ حضور داشت، قاطعانه خود را به عنوان شماره یک برزیل معرفی کرد. آلیسون برای بازی در جام جهانی ۲۰۱۸ روسیه در ترکیب تیم ملی برزیل معرفی شد. او در رقابت‌های کوپا آمریکا ۲۰۱۹ به عنوان بهترین دروازبان رقابت‌ها انتخاب شد. او هم‌اکنون رقابت تنگاتنگی با ادرسون مورائس برای کسب جایگاه نخست دروازبانی تیم ملی برزیل دارد.

## زندگی شخصی
برادر بزرگتر آلیسون، موریل نیز دروازه‌بان است و در اینترناسیونال پیشرفت کرده است. بکر در سال ۲۰۱۵ با ناتلیا لوو ازدواج کرده است. این زوج یک دختر و دو پسر دارند.
در ۲۴ فوریه ۲۰۲۱ خبری مبنی بر غرق شدن پدر الیسون بکر در دریاچه ای در لاوراس دو سول در رسانه‌ها پخش شد که مقامات محلی احتمال قتل در این پرونده را رد کردند.

## افتخارات

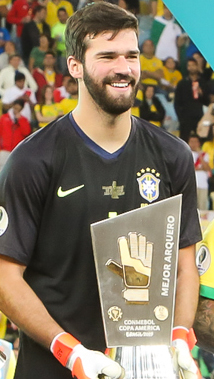
آلیسون به همراه جایزه دستکش طلایی مسابقات کوپا آمریکا ۲۰۱۹

### باشگاهی
اینترناسیونال
- کمپیوناتو گاوشو (۴): ۲۰۱۳، ۲۰۱۴، ۲۰۱۵، ۲۰۱۶[۱۰]

لیورپول
- لیگ برتر (۲): ۲۰–۲۰۱۹[۱۱] ،۲۵–۲۰۲۴
- جام حذفی (۱): ۲۲–۲۰۲۱[۱۲]
- جام اتحادیه (۱): ۲۲–۲۰۲۱[۱۳]
- سوپر جام نایب‌قهرمانی (۳): ۲۰۱۹،[۱۴] ۲۰۲۰،[۱۵] ۲۰۲۲[۱۶]
- لیگ قهرمانان اروپا (۱): ۱۹–۲۰۱۸[۱۷]؛ نایب‌قهرمانی (۱): ۲۲–۲۰۲۱[۱۸]
- سوپرجام اروپا (۱): ۲۰۱۹[۱۹]
- جام باشگاه‌های جهان (۱): ۲۰۱۹[۲۰]